# Caligula simla
Caligula simla is een vlinder uit de familie van de nachtpauwogen (Saturniidae). De wetenschappelijke naam van de soort is voor het eerst geldig gepubliceerd in 1847 door Westwood.

## Kenmerken
De spanwijdte bedraagt 12 tot 15 cm.

## Verspreiding en leefgebied
Deze vlindersoort komt voor in Zuidoost- Azië, met name China en Thailand.

## De rups en zijn waardplanten
De waardplant is Prunus. De rupsen hebben een prachtige blauwe haardos.